# X 3 operazione dinamite
X 3 operazione dinamite (Le feu aux poudres) è un film del 1957 diretto da Henri Decoin.